# 大苞棱子芹
大苞棱子芹（学名：Pleurospermum macrochlaenum）是伞形科棱子芹属的植物，为中国的特有植物。分布在中国大陆的西藏等地，生长于海拔3,500米的地区，一般生于坡地上，目前尚未由人工引种栽培。